# 菲利普·肖特
菲利普·肖特（英語：Philip Short，1945年4月17日—），是一名英国记者和传记作家。

## 生平
1945年出生在布里斯托，毕业于剑桥大学王后学院，1967年开始成为一名自由撰稿人，先后在马拉维、乌拉圭生活。1973年加入英国广播公司，成为一名驻外记者。他同时也是一名传记作家，主要作品有《毛泽东传》、《波尔布特：噩梦的剖析》以及《一种阴谋味道：弗朗索瓦·密特朗的多重生活》等。
2007年5月他曾在英国第五台做过一篇标题为“毛泽东的血腥革命解析”的电视纪录片。
2016年8月8日由菲利普·肖特担任历史叙述人的纪录片《上海记忆：他们在这里改变中国》在上海电视台纪实频道首播。